# Castillejo de Mesleón
Castillejo de Mesleón – gmina w Hiszpanii, w prowincji Segowia, w Kastylii i León, o powierzchni 27,24 km². W 2011 roku gmina liczyła 144 mieszkańców.